# Кізі
Кізі́ (рос. Кизи) — село у складі Ульчського району Хабаровського краю, Росія. Входить до складу Де-Кастринського сільського поселення.

## Населення
Населення — 16 осіб (2010; 151 у 2002).
Національний склад (станом на 2002 рік):
- росіяни — 90 %